# George Mount
George Lewis Mount (Princeton, 14 settembre 1955) è un ex ciclista su strada statunitense.
Da dilettante partecipò ai giochi olimpici di Montreal 1976, fu poi professionista dal 1980 al 1983, prendendo parte a tre edizioni dei campionati del mondo.

## Carriera
Da dilettante partecipò ai giochi olimpici di Montreal 1976, gareggiando nella gara in linea su strada. Si trasferì quindi in Europa, vincendo il Gran Premio Palio del Recioto nel 1978 e una tappa al Circuit de la Sarthe (gara open) nel 1979.
Passato professionista nell'agosto 1980 con la Mobili San Giacomo-Benotto di Primo Franchini, nel biennio seguente partecipò a due edizioni del Giro d'Italia in maglia Sammontana, terminando al terzo posto nella classifica giovani nel 1981.

## Palmarès
- 1978 (Dilettanti)

Gran Premio Palio del Recioto
6ª tappa Red Zinger Race (Boulder > Boulder)
Classifica generale Red Zinger Race
- 1979 (Dilettanti)

1ª tappa Circuit de la Sarthe (Allonnes > Allonnes)
2ª tappa Tour du Vaucluse
- 1980 (Dilettanti)

Coppa 29 Martiri di Figline di Prato

### Altri successi
- 1979 (Dilettanti)

Giochi panamericani, Cronometro a squadre (con Tom Doughty, Tom Sain e Wayne Stetina)

## Piazzamenti

### Grandi Giri
- Giro d'Italia

1981: 25º
1982: 47º

### Competizioni mondiali
- Mondiali su strada

Valkenburg 1979 - In linea Dilettanti: 20º
Sallanches 1980 - In linea Professionisti: ritirato
Praga 1981 - In linea Professionisti: 46º
Goodwood 1982 - In linea Professionisti: 52º
- Giochi olimpici

Montréal 1976 - In linea: 6º